# سرژ دوورنوآس
سرژ دوورنوآس (انگلیسی: Serge Duvernois; ۲ اوت ۱۹۶۰ – ۵ اوت ۲۰۱۷) بازیکن فوتبال اهل فرانسه بود.
از باشگاه‌هایی که در آن بازی کرده‌است می‌توان به باشگاه فوتبال بازل اشاره کرد.